# Queen City (Texas)
Queen City és una població dels Estats Units a l'estat de Texas. Segons el cens del 2000 tenia 1.613 habitants.

## Demografia
Segons el cens del 2000, Queen City tenia 1.613 habitants, 660 habitatges, i 440 famílies. La densitat de població era de 174 habitants/km².
Dels 660 habitatges en un 33,5% hi vivien nens de menys de 18 anys, en un 47,9% hi vivien parelles casades, en un 15,3% dones solteres, i en un 33,2% no eren unitats familiars. En el 30% dels habitatges hi vivien persones soles el 14,5% de les quals corresponia a persones de 65 anys o més que vivien soles. El nombre mitjà de persones vivint en cada habitatge era de 2,44 i el nombre mitjà de persones que vivien en cada família era de 3,03.
Per edats la població es repartia de la següent manera: un 27,1% tenia menys de 18 anys, un 8,9% entre 18 i 24, un 28,7% entre 25 i 44, un 21,6% de 45 a 60 i un 13,8% 65 anys o més.
L'edat mediana era de 36 anys. Per cada 100 dones de 18 o més anys hi havia 78,7 homes.
La renda mediana per habitatge era de 26.058 $ i la renda mediana per família de 36.389 $. Els homes tenien una renda mediana de 27.031 $ mentre que les dones 18.250 $. La renda per capita de la població era de 13.492 $. Aproximadament el 17,7% de les famílies i el 19,6% de la població estaven per davall del llindar de pobresa.

## Poblacions més properes
El següent diagrama mostra les poblacions més properes.